# 皮桑瓦勒
皮桑瓦勒（法語：Puisenval，法語發音：[pɥizɑ̃val]）是法国滨海塞纳省的一个市镇，属于迪耶普区。

## 地理
皮桑瓦勒（49°53'5"N, 1°28'16"E）面积4.88 平方千米，位于法国诺曼底大区滨海塞纳省，该省份为法国北部沿海省份，其西部及北部濒大西洋英吉利海峡，东起顺时针与索姆省、瓦兹省、厄尔省和卡爾瓦多斯省接壤。
与皮桑瓦勒接壤的市镇（或旧市镇、城区）包括：格朗库尔、普勒斯维尔、圣皮埃尔-德容基耶尔、斯梅尔梅尼勒。

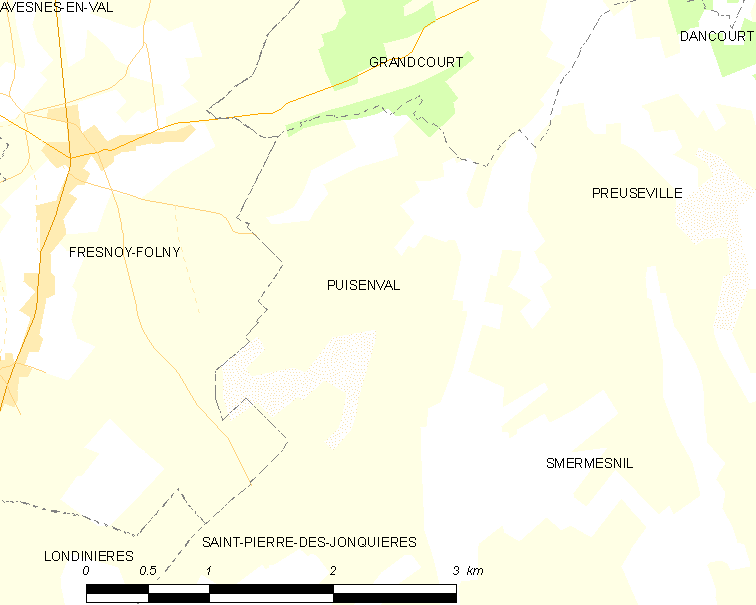
皮桑瓦勒的OSM定位图

皮桑瓦勒的时区为UTC+01:00、UTC+02:00（夏令时）。

## 行政
皮桑瓦勒的邮政编码为76660，INSEE市镇编码为76512。

## 政治
皮桑瓦勒所属的省级选区为布赖地区讷沙泰勒县。

## 人口

1962-2008年间皮桑瓦勒人口变化图示

皮桑瓦勒于2022年1月1日时的人口数量为31人。